# Red Lights (Tiësto)
Red Lights è un singolo del 2013 del dj olandese Tiësto

## Antefatti
Il quinto album in studio di Tiësto, A Town Called Paradise è stato pubblicato il 13 giugno 2014. Mentre poco era inizialmente conosciuto per quanto riguarda i collaboratori di Tiësto per l'album, era stato rivelato che l'album avrebbe segnato una partenza dal "sound trance tradizionale" di Tiësto. "Red Lights" è stato finalmente pubblicato come primo singolo dell'album il 13 dicembre 2013 dopo aver fatto suo premier il 29 novembre 2013 su BBC Radio 1. L'uscita del brano coincide con la firma di Tiësto per la Republic Records e il suo annuncio di piani per pubblicare un album nel 2014. Tiësto ha dichiarato che "Red Lights" sarebbe una delle due canzoni ha presentato prima dell'uscita di "Footprints", un'altra delle sue canzoni che ha debuttato al Festival di Tomorowworld nel mese di settembre 2013. In Italia è uscito su m2o poi su MTV Music.

## Accoglienza
Bill Lamb di About.com ha parlato positivamente di "Red Lights", descrivendolo come "un brano dance malinconico che trasmette tutta l'emozione della musica da club, senza testi suscettibili o offensivi" e successivamente classificato la canzone decimo sulla sua lista di "Top 10 Clean Party Songs for Kids". Tuttavia, la canzone non è stata così ben accolta da Joe Bish di The Guardian. Nella sua recensione delle canzoni appena pubblicate durante l'ultima settimana di febbraio 2014, Bish loda inizialmente il brano, definendolo "vera musica dance", ma conclude che "vi si ritorcerà contro. Forse non oggi, forse non domani, ma presto, e per il resto della tua vita".

## Video musicale
Il video musicale è stato pubblicato il 10 febbraio 2014 e dura circa tre minuti e 32 secondi. Tiësto descrive "Red Lights", come una canzone che parla di "lasciar perdere le inibizioni e correre liberamente" e afferma che video musicale della canzone è un riflesso di questo. Il video è incentrato su due amiche che intraprendono un viaggio a Las Vegas per assistere ad uno degli spettacoli di Tiësto a Hakkasan.